# Törebodafestivalen
Törebodafestivalen var en musikfestival som hölls vart tredje år mellan 2000 och 2022 i Töreboda i Västergötland. Den hölls torsdag–lördag första helgen i juli. Festivalen var vid sin nedläggning en av Sveriges största. Den finansierades av biljettintäkter, det lokala näringslivet och kommunen. Många föreningar arbetade ideellt – men fick en del av vinsten att dela på – tillsammans med andra volontärer.
2022: cirka 60 000 besökare, största artister: Zara Larsson, Alice Cooper, The Hives, The Ark, GES, Smith & Thell, Miss Li, Miriam Bryant, Victor Leksell, Magnus Uggla
2018: cirka 55 000 besökare, största artister: Pet Shop Boys, Lars Winnerbäck och Icona Pop
2015: cirka 45 000 besökare, största artister: Twisted Sister och Europe
2012: cirka 44 000 besökare, största artister: Status Quo, Veronica Maggio, Magnus Uggla
2009: cirka 38 000, största artister: Beach Boys, Ace of Base, Ulf Lundell
2006: cirka 35 000 besökare, största artister: The Ark, Tomas Ledin, Lena Philipsson
2003: cirka 32 000 besökare, största artister: Smokie, Carola, The Sounds
2000: cirka 30 000 besökare, största artister: Markoolio